# نادي مليلية لكرة السلة
نادي مليلية لكرة السلة هو نادي كرة سلة إسباني مقره في مليلية وينشط حاليًا في الدوري الإسباني لكرة السلة الدرجة الثانية. ملعبها هو خافيير إمبرودا أورتيز، الذي يتسع لـ 2900 متفرج.

## تاريخ
في عام 1991، وُلد ما سيكون جنين مليلية بالونسيستو الحالية. في ذلك الوقت، قررت مجموعة من أبناء مليلية منح مليلية فريقا في الفئة الوطنية، وتحت اسم أونيكاخا مليلية، كشركة تابعة ليونيكاجا دي مالقة وتحت رئاسة فرانسيسكو دياز كورفيرا، بدأ المشروع. لعب أونيكاخا مليلية لمدة خمس سنوات في القسم الوطني الأول، حتى عام 1996.
في عام 1996، شرعت مليلية بالونسيستو في مشروع كان يسمى في ذلك الوقت "الدوري الإسباني لكرة السلة" وسيصبح الدوري الثاني في إسبانيا بعد ACB. بحلول ذلك الوقت، أصبح اسم الفريق هو نادي ميليلا بالونسيستو، وتحت قيادة بيبي رودريغيز بدأ إقامته في الدوري الإسباني والتي استمرت حتى الآن أربعة عشر عامًا، وبالتالي فهو الفريق الوحيد الذي لعب في جميع إصداراته. في هذه المرحلة حصل النادي على خدمات لاعبين لامعين
في عام 1999، فازت كرة السلة في مليلية بأول لقب رسمي لها، وهو كأس صاحب الجلالة أمير أستورياس، في المركز التقني في أليكانتي، مما شكل مفاجأة عندما حصل فريق مليلية على تذكرة المنافسة في المسابقة المذكورة في اللحظة الأخيرة. في نفس الموسم، مليلية بالونسيستو، ثم كاجا رورال مليلية، حققت أيضًا أفضل تصنيف في تاريخها بحصولها على المركز الثاني في نهاية المرحلة العادية. مرة أخرى في عام 2001، فاز النادي برئاسة دياز كورفيرا بكأس الأمير للمرة الثانية، هذه المرة كمضيف في سيوداد دي مليلية وتحت إشراف مدرب مليلية خافيير نييتو.
في السنوات التالية، سيبقى عميد المسابقة في المراكز الوسطى في التصنيف، دون أن يتمكن من الدخول في التصفيات.
في موسم 2009/2010، حصل النادي على خدمات مدرب جديد هو غونزالو غارسيا دي فيتوريا، بعد رحيل باكو أولموس إلى فيفي مينوركا،كانت بداية الموسم مليئة بالأمل مع وصول لاعبين مثل تايلور كوبنراث وأوندريج ستاروستا. جيسون روبنسون ... وغيرها، تمكن النادي من أن يصبح بطل الشتاء، وبذلك تأهل إلى كأس الأمير في ملعبه ثم فاز بها للمرة الثالثة على فيف مينوركا. في نهاية الموسم، أنهى النادي المركز الثاني، مما منحه الحق في المنافسة في المباراة الفاصلة للترقية إلى الدوري الإسباني، حيث تم إقصائه في الدور نصف النهائي على يد فورد بورغوس .
في موسم 2010/2011، كان على النادي المراهنة على الشباب بعد التخفيض الكبير في الميزانية ورحيل لاعبين مهمين للغاية مثل جيسون روبنسون،رافائيل هويرتاس،أوسكار غونزاليس،تايلور كوبنراث،أوندريج ستاروستا . أبرز الإضافات كانت ميغيل مونتانيانا،بود إيلي،جايسون ديتريك،روبرت جلين،وأوسكار يبرا .
تبين أن موسم 2011/2012 كان من أكثر المواسم إثارة في تاريخ النادي من خلال الوصول إلى المباراة النهائية ضد مينوركا باسكيت،بعد القضاء على ليدا باسكيت وكاسيريس، موقع التراث العالمي، في المباراة الخامسة من كلتا السلسلتين.
كان موسم 2012/2013 هو الأسوأ في تاريخ النادي، حيث أنهى الموسم في المركز الأخير برصيد 6 انتصارات و20 خسارة ثم هبط لاحقًا إلى الدرجة الأولى لي بي بلاتا . على الرغم من الهبوط الرياضي، فقد حققوا ترقية إدارية وفي موسم 2013/14 واصلوا اللعب في LEB Oro، كونه الفريق الوحيد الذي شارك في جميع الإصدارات.

## بالماريس
- كأس أميرة أستورياس لكرة السلة : 3 ألقاب
  - البطل : 1999 و 2001 و 2010 .
  - المركز الثاني: 2009 و 2016

## الطاقم الفني
- المدرب: رافائيل مونكلوفا
- المدرب الثاني: اجناسيو بينيتيز
- المدرب البدني: دييغو باراهونا
- أخصائي العلاج الطبيعي: ديفيد سانشيز
- الطبيب: لويس سيجورا أرابال
- مندوب الفريق: بيدرو جوتييريز
- المندوب الميداني: آيتور ألونسو سالجادو

## التوجيه
- الرئيس: خايمي أوداي
- نائب الرئيس: أوسكار فالنتين مدريد أراندا
- المدير: إنريكي سواريز بينو
- منطقة الاتصالات والصورة: آيتور فيجا
- منطقة التسويق والفعاليات: سيليا كاراسكو
- الأعضاء: مانويل بيرنال جاريدو، كارميلو مارتينيز غوميز، آيتور ألونسو سالغادو، ألفونسو مارتينيز أوبيدا، خوسيه توريبلانكا لاغونا، سيرجيو سيلفا فورتيس

## الرعاة
- مدينة مليلية المتمتعة بالحكم الذاتي
- مدينة مليلية الرياضية
- السياحة في مليلية
- سفر ايبيريا
- لوجستي كلي
- شل V-باور
- السياحة في بارادور
- غران كازينو مليلية